# La Cartuja
Pour les articles homonymes, voir Cartuja (homonymie).
L’île de la Cartuja (en espagnol : Isla de la Cartuja), plus populairement appelée La Cartuja, est un site situé à Séville, en Espagne. La Cartuja fait partie du quartier de Triana Ouest, dans le district de Triana.

## Géographie

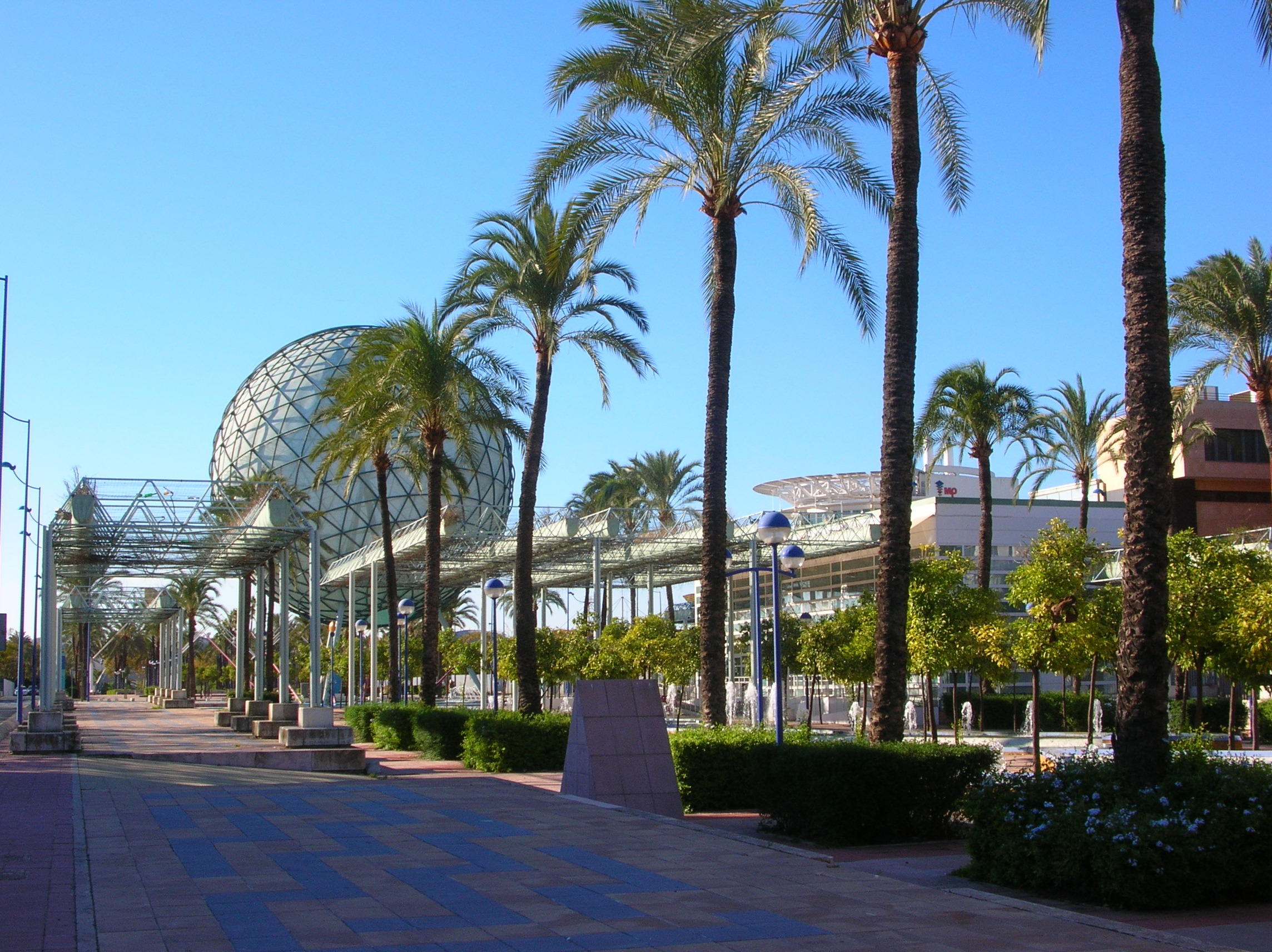
Une des rues du site de l'Expo'92, dans le quartier de la Cartuja, photographiée en 2007

Le terme « île », introduit lors de Exposition universelle de 1992 est en fait erroné : La Cartuja est la partie nord de la presqu'île limitée à l’ouest par le Guadalquivir et à l’est par la darse du Guadalquivir (ou canal Alphonse-XIII) qui traverse la ville de Séville, les deux se rejoignant au sud de la ville. Si, ainsi, la presqu'île traverse toute la ville du nord au sud, elle perd son nom de Cartuja au pont du Cachorro, au nord du quartier de Triana, à l’endroit où la distance entre le fleuve et la darse est la plus courte.

## Histoire
C’est là que Christophe Colomb aurait préparé ses voyages vers les Indes et finalement vers les Amériques avant 1492.
C’est une des raisons pour lesquelles l'Exposition universelle de 1992 s’est tenue à cet endroit autour de la chartreuse de Séville (Cartuja) rénovée pour l'occasion, et qui a donné son nom au site. 
Le choix de ce site pour l’organisation de l'Expo qui était, avant cette dernière, délaissé par la ville et occupé par des gens du voyage a changé la destinée du lieu.
Actuellement, l'île se divise en cinq zones plus ou moins bien définies : le site de la chartreuse, un parc d’attraction (la Isla Mágica), une zone occupée par des bâtiments administratifs, un parc scientifique et technologique et des bâtiments universitaires. Ces trois dernières zones ont gardé quelques pavillons de l'exposition, à l'exemple de l'avenue de l'Europe, conçue par l'architecte Jean-Marie Hennin. Malgré tout, une bonne partie du site de l'Expo est actuellement[Quand ?]  plus ou moins à l'abandon.
Inclus dans l'arrondissement de Triana lors du plan général d'aménagement urbain de 2006 et faisant partie du quartier de Triana Ouest, La Cartuja aurait dû en être séparée en 2010 pour former un douzième district, mais cette scission n'a  finalement pas eu lieu.

## Sites et monuments
La chartreuse est un monastère construit au XIIIe siècle qui abrite aujourd'hui le Centre andalou d'art contemporain (CAAC) ainsi que des locaux de l'université internationale d'Andalousie.
Le parc scientifique et technologique Cartuja est installé dans les installations de l'Expo de 1992. Il est censé prolonger l'élan de l'Expo par une urbanisation du site. 
La tour Triana est un édifice administratif de la Junte d'Andalousie construit en 1993.
La tour Sevilla est le premier gratte-ciel de Séville. Construite au sud du site de l'Expo, elle est inaugurée en 2015.
Le CaixaForum est un centre culturel géré par la fondation la Caixa, inauguré en 2017.

## Galerie

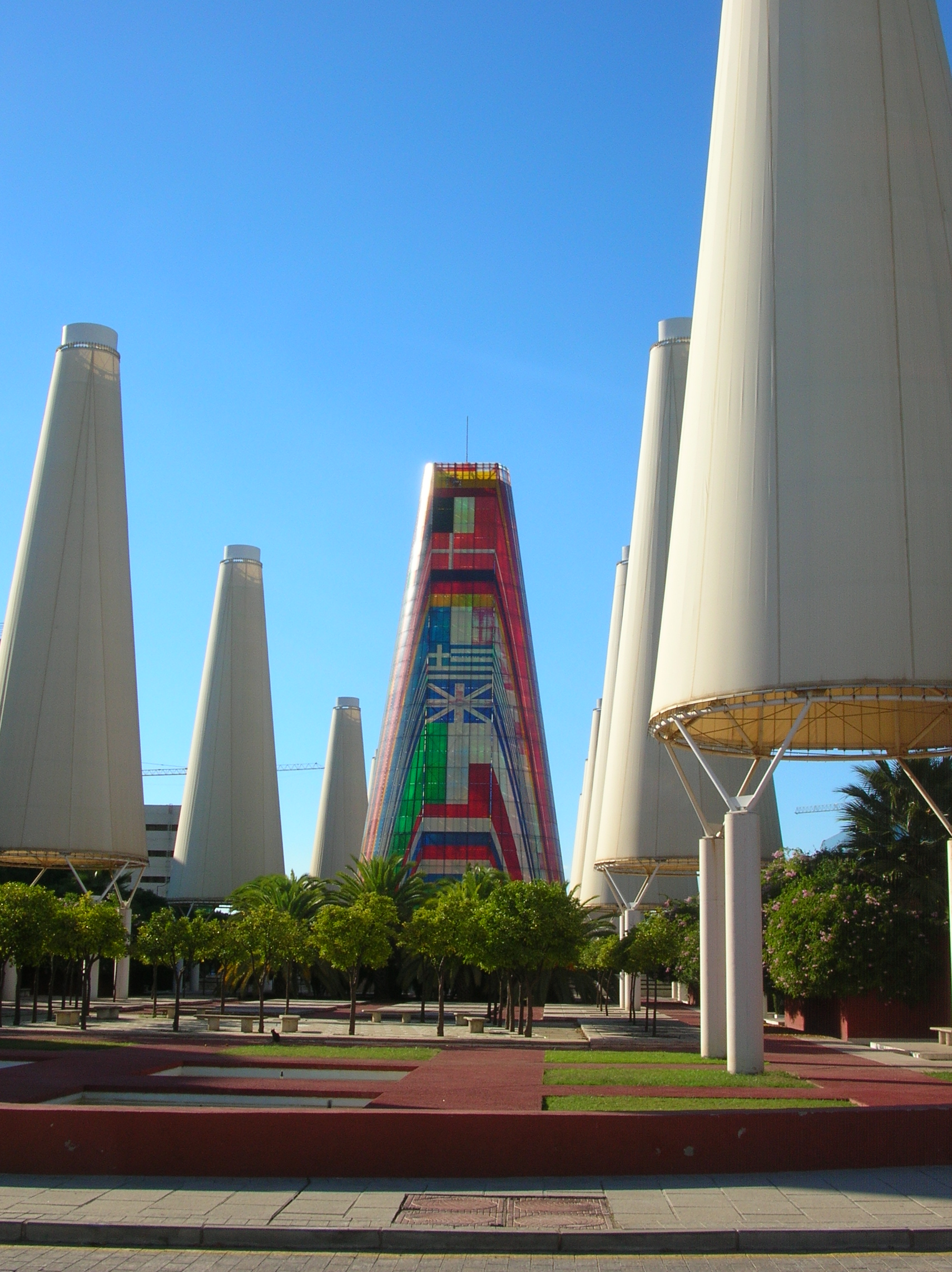
L'avenue de l'Europe de l’Expo'92, photographiée en 2007.
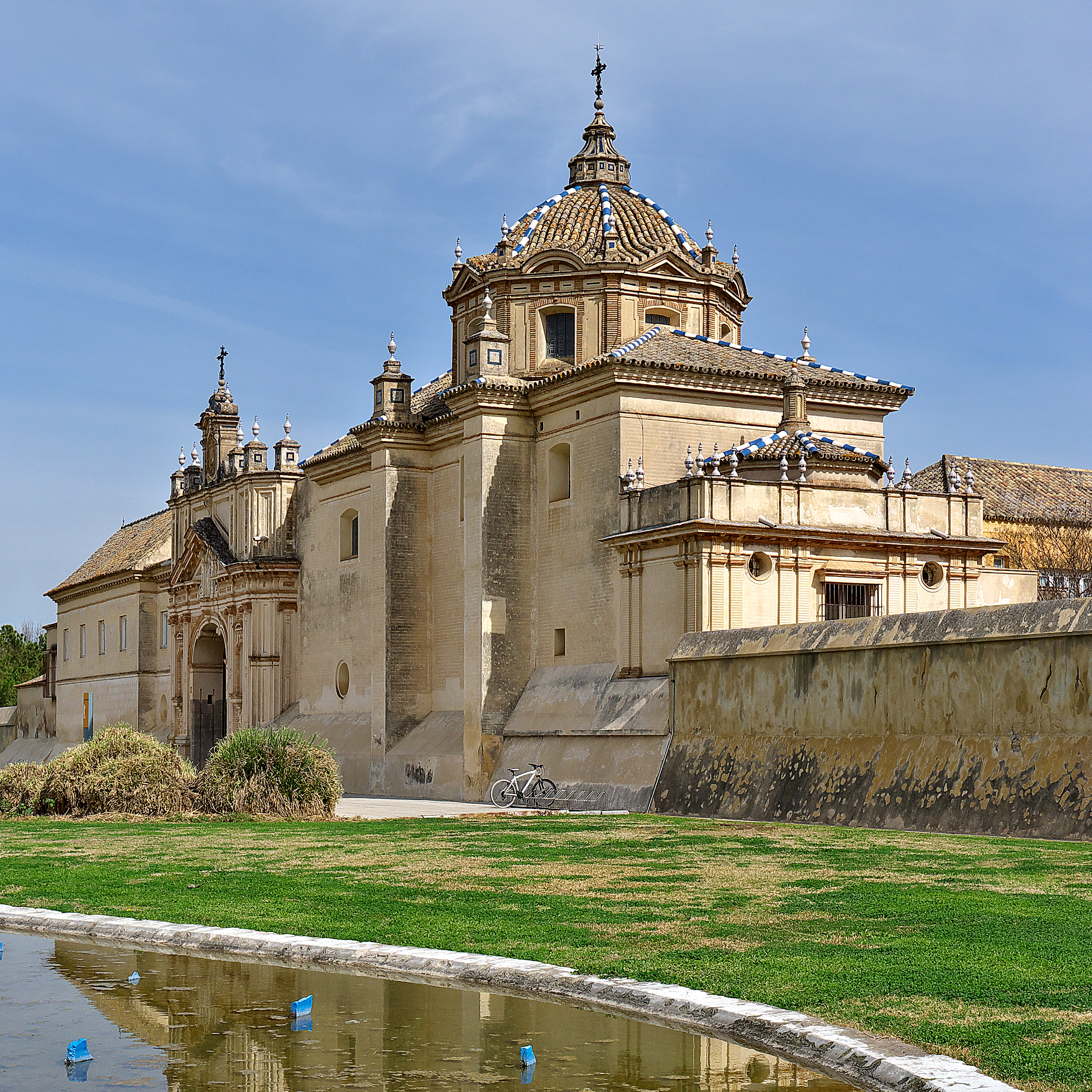
La chartreuse.
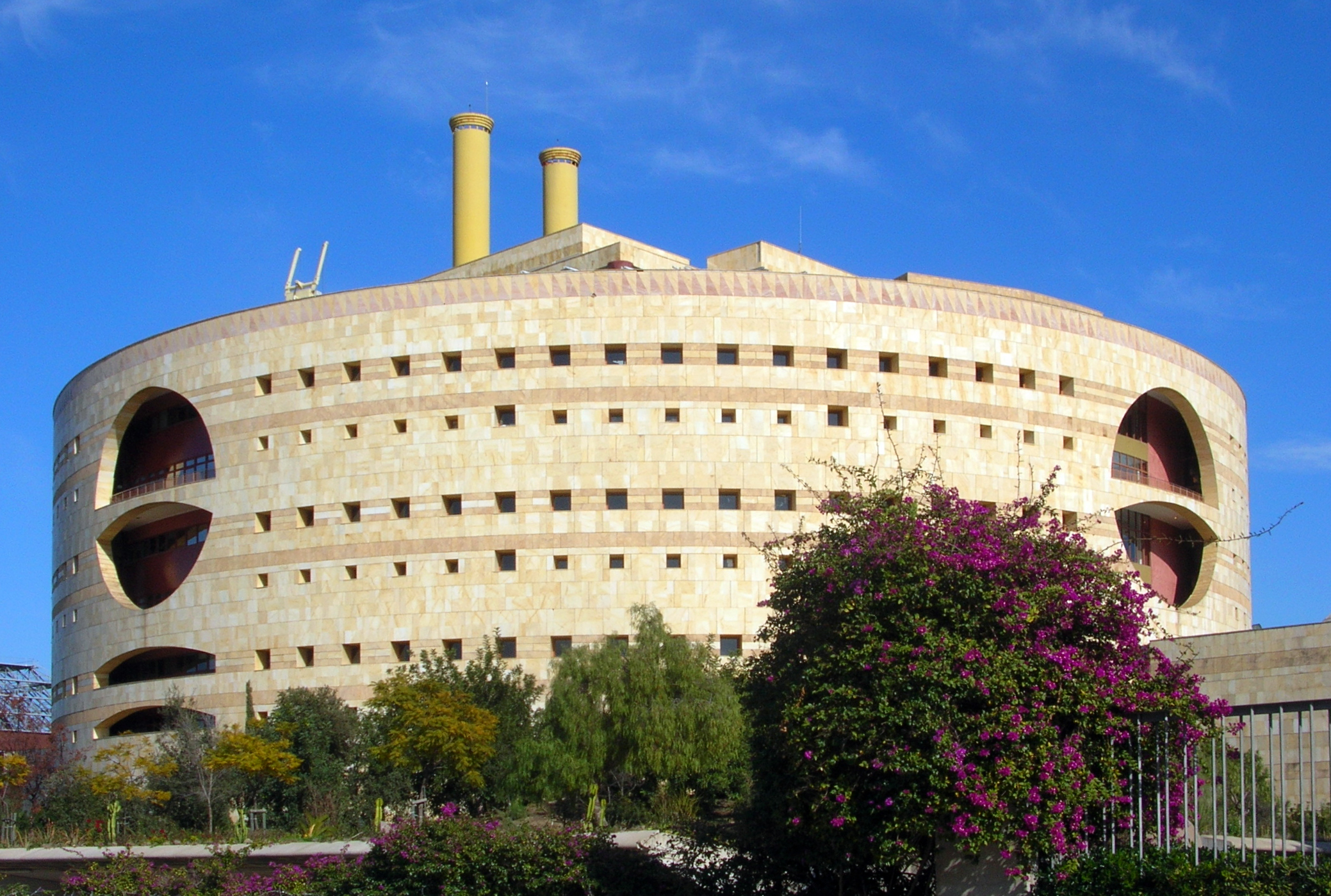
La tour Triana, créée par Francisco Javier Sáenz de Oiza, bâtiment de la Junte d'Andalousie.
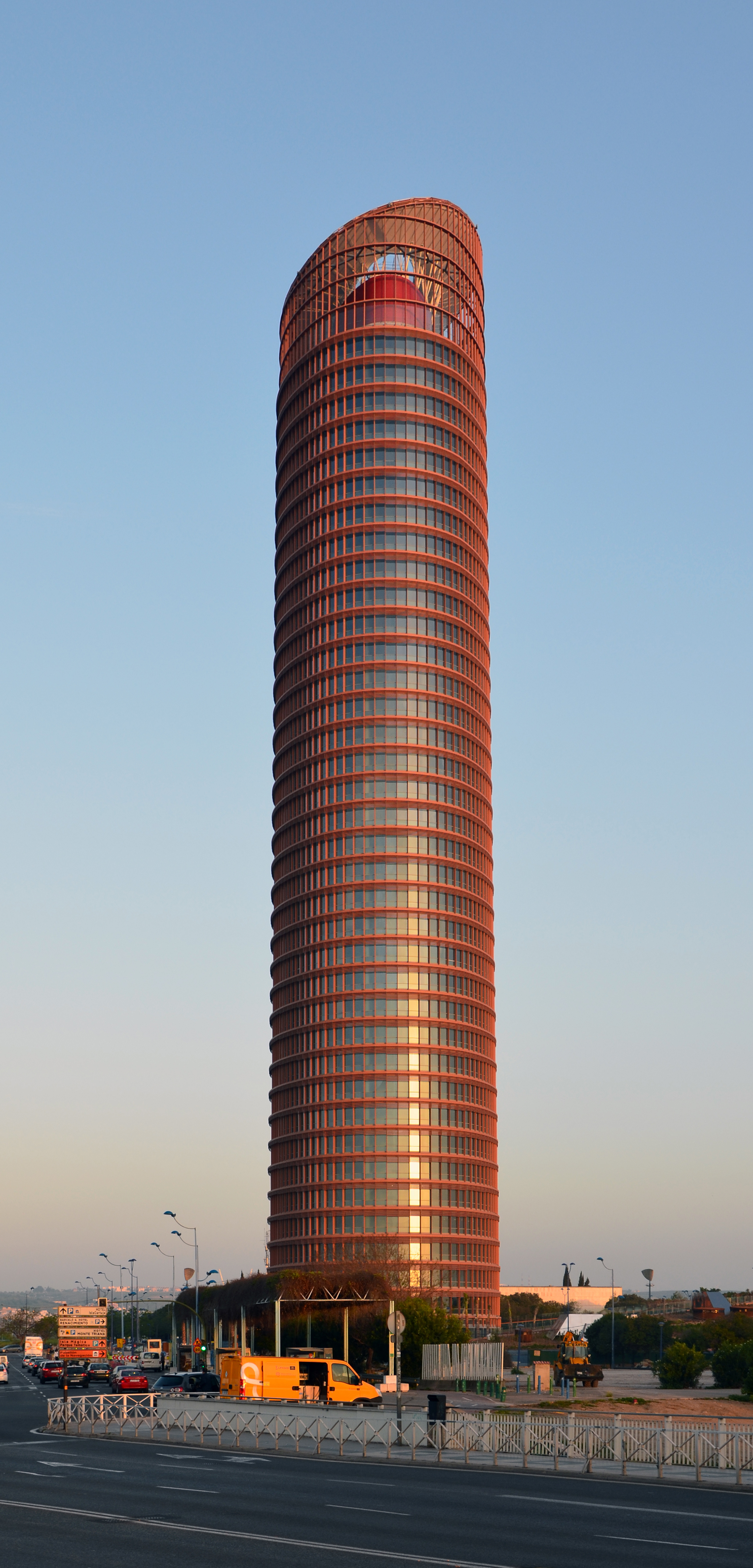
La tour Sevilla en avril 2015.